# Xã Day, Quận Clark, South Dakota
Xã Day (tiếng Anh: Day Township) là một xã thuộc quận Clark, tiểu bang Nam Dakota, Hoa Kỳ. Năm 2010, dân số của xã này là 85 người.